# Дядищево
Дяди́щево — деревня в Смоленской области России, в Ельнинском районе. Население — 3 жителя (2007 год). Расположена в юго-восточной части области в 13 км к северо-востоку от города Ельня, в 12 км восточнее автодороги Р137 Сафоново — Рославль, на берегу реки Усия. Входит в состав Бобровичского сельского поселения.

## Экономика
Фермерское хозяйство. В 500 метрах севернее деревни найдены две залежи известкового туфа.